# Colli Orientali del Friuli Cabernet riserva
 (février 2021).
Si vous disposez d'ouvrages ou d'articles de référence ou si vous connaissez des sites web de qualité traitant du thème abordé ici, merci de compléter l'article en donnant les références utiles à sa vérifiabilité et en les liant à la section « Notes et références ».
Le Colli Orientali del Friuli Cabernet riserva est un vin rouge italien de la région Frioul-Vénétie Julienne doté d'une appellation DOC depuis le 20 juillet 1970. Seuls ont droit à la DOC les vins récoltés à l'intérieur de l'aire de production définie par le décret.

## Aire de production
Les vignobles autorisés se situent au nord - est de la province d'Udine dans les communes de Tarcento, Nimis, Faedis, Povoletto, Attimis, Torreano, San Pietro al Natisone, Prepotto, Premariacco, Buttrio, Manzano, San Giovanni al Natisone et Corno di Rosazzo.
Le vieillissement minimum légal est de 2 ans.
Le Colli Orientali del Friuli Cabernet riserva répond à un cahier des charges plus exigeant que le Colli Orientali del Friuli Cabernet, essentiellement en relation avec le vieillissement. 

## Caractéristiques organoleptiques
- couleur : rouge rubis intense, tendant au rouge grenat avec le vieillissement
- odeur : vineux, intense, épicé
- saveur : sèche, tannique, harmonique, légèrement épicé

Le Colli Orientali del Friuli Cabernet riserva se déguste à une température comprise entre 15 et 17 °C. Il se gardera 3 - 6 ans.

## Association de plats conseillée
Les viandes rouges grillées.

## Production
Province, saison, volume en hectolitres :
- pas de données disponibles